# Joe Ball
Joseph D. "Joe" Ball (født 7. januar 1896, død 23. september 1938) var en amerikansk seriemorder, også kendt som Alligatormanden, Slagteren fra Elmendorf eller Blåskæg fra Sydtexas. Han menes at have dræbt mindst 20 kvinder i 1930'erne. 
Efter at have kæmpet i Europa under Første Verdenskrig begyndte Ball sin karriere som bootlegger - en, som ulovligt sælger spiritus. Da forbuddet mod salg af spiritus i USA blev ophævet, åbnede Ball en lille bar i Texas. Han byggede en dam omkring baren, som indeholdte fem alligatorer. Det siges, at han hovedsagelig fodrede alligatorerne med levende hunde og katte.
I den by, Ball levede i, begyndte kvinder i området at forsvinde på mystisk vis. To betjente fra den nærliggende politistation besøgte Ball på hans værtshus for at udspørge ham om kvindernes forsvinden. Ball reagerede ved at trække en pistol frem fra kasseapparatet og skyde sig selv med en kugle gennem hjertet, mens nogle kilder rapporterer, at han skød sig selv i hovedet[kilde mangler] . 
En lokal håndværker tilstod, at han og en mand ved navn Clifford Wheeler havde hjulpet Ball af med ligene af to af de kvinder, han havde dræbt. Wheeler førte politiet til resterne af Hazel Brown og Minnie Gotthard. Han fortalte desuden myndighederne, at Ball havde myrdet mindst 20 andre kvinder, som alligatorerne havde spist nogle af dem. Der er aldrig blevet fundet håndgribelige beviser på, at alligatorerne rent faktisk spiste nogle af Balls ofre. 

## Eftermæle
Avisredaktør Michael Hall undersøgte Balls historie i 2002 og udgav sine resultater i avisen Texas Monthly.
Filmen "Eaten Alive" af Tobe Hooper var inspireret af Joe Ball.